# Francisco de Borbón y Borbón

Herb linii Burbonów Sewilskich

Francisco de Borbón y Borbón (ur. 16 listopada 1912, w Santanderze, zm. 18 listopada 1995, w Villaviciosa de Odón) – książę Sewilli (1952-1968), grand Hiszpanii, pułkownik, działacz społeczny.
Urodził się jako młodszy syn generała Francisco de Borbón y de la Torre, i Henrietty de Borbón y Parade. Był oficerem (pułkownikiem) i stacjonował w Madrycie. W 1930, za zgodą regenta Hiszpanii gen. Franciszka Franco, został powołany na namiestnika (generalnego administratora) zakonu św. Łazarza. W 1952, po śmierci ojca Franciszka II, przyjął dziedziczny tytuł księcia Sewilli. W 1958 został obrany wielkim mistrzem zakonu św. Łazarza. W 1968 zrzekł się tytułu księcia Sewilli na rzecz najstarszego syna, Francisco. W 1980 nad zakonem uzyskał protektorat suwerena i króla Hiszpanii Jana Karola I.

## Małżeństwa i potomstwo
4 listopada 1941 w Madrycie ożenił się, po raz pierwszy, z Henriettą Escasany y Miguel (1925-1962). Miał z nią dwóch synów:
- Francisco de Paula IV de Borbón y Escasany (ur. 1943) ∞ Beatrice Gräfin von Hardenberg (ur. 1947)
  - Olivia Enriqueta María Josefa de Borbón y de Hardenberg (ur. 1974, w Londynie)
  - Christina Elena de Borbón y de Hardenberg (ur. 1975, w Madrycie)
  - Francisco de Paula Joaquin de Borbón y de Hardenberg (ur. 1979, w Madrycie)
- Alfonso Carlos de Borbón y Escasany (1945-1971) ∞ Maria Luisa Yordi y Villacampa (ur. 1949)
  - Alfonso Nicolás Enrique de Borbón y Yordi (ur. 1973, w Madrycie)
  - Alejandra María Luisa de Borbón y Yordi (ur. 1976, w Madrycie)

Małżeństwo to zostało kanonicznie anulowane, a 15 marca 1967 w Madrycie Franciszek ożenił się, ponownie, z Marią Józefą García de Lobez y Salvador (ur. 1928), z którą miał syna:
- Enrique Ignacio de Borbón y García de Lobez (ur. 1970, w Madrycie).